# Josef Blann
Josef Blann (7. května 1903 Pacov – 1976 Praha) byl českožidovský tkadlec a přeživší terezínského ghetta.

## Život
Josef Blann se narodil 7. května 1903 v Pacově do rodiny obchodníka Moritze Blanna a jeho ženy Reginy Subertové z Polné. Byl nejmladším z osmi dětí. V roce 1908 se Blannovi přistěhovali do jihočeské Soběslavi, kde zakoupili menší textilní dílnu, která pocházela z roku 1876.
Otec Moritz Blann zemřel v roce 1911 a pochován byl v Přehořově a matka Regina zemřela v červnu 1942. Rovněž byla pochována v Přehořově.
Absolvoval obchodní akademii v Praze 1. Byl sionisticky smýšlející a inklinoval k levici.
Josef Blann se oženil s Miladou Šestákovou, která měla árijský původ. Společně měli dceru Noemi a syna Luďka. Na rodinu se vztahovaly Norimberské zákony, a proto se museli ze svého domu vystěhovat. Jejich textilní podnik byl rovněž zabaven a děti Noemi a Luděk nemohly chodit do školy. Josef Blann se proto živil jako dělník na železnici. V roce 1943 odeslán do pracovního tábora v moravských Oslavanech při dole Kukla. Dcera Noemi byla téhož roku vězněna v Terezíně. V březnu 1945 byl do terezínského ghetta převezen i Josef Blann. Oba se dožili osvobození tábora a následně se vrátili domů.
Po osvobození byl představeným obnovené židovské obce Tábor. V letech 1957 až 1968 působil jako vedoucí domova důchodců v Choustníku.
Byl členem KSČ. Zbytek života strávil v Jáchymově. Josef Blann zemřel v roce 1976 v pražské nemocnici. Pochován byl do hrobu svého zemřelého bratra Karla v Praze.